# 马丁·埃德温·加西亚
马丁·埃德温·加西亚（Martín Edwin García，1981年3月2日—），是一名哥伦比亚职业足球运动员，现在效力于中国足球甲级联赛球队天津松江。他曾经效力于中国球队南昌八一和上海东亚，并获得2009年中国足球甲级联赛最佳射手。

## 职业生涯
马丁在哥伦比亚联赛豪门卡利美洲接受青训，但没有为球队在职业联赛中出场。1998年，他加盟圣菲独立并开始职业足球生涯。2003年，马丁曾经到萨尔加多联赛球队Alianza两个赛季，然后他又回到哥伦比亚，加盟首都球队百万富翁。后来他又在巴西联赛球队São Caetano、瓦斯科达伽马和墨西哥联赛球队Necaxa效力。
2009年，马丁加盟中国足球甲级联赛球队南昌八一。他在2009赛季中打进19个进球，不但成为联赛的最佳射手，而且还帮助球队升级到中超联赛。虽然马丁的表现出色，但南昌八一队并没有和他续约。2010年2月，他曾前往湖北绿茵试训，但没有获得合同。在半个赛季后被力荐至上海东亚，马丁最终回到中国被上海东亚引进。
2010年12月，马丁转投秘鲁足球甲级联赛球队体育生队。2013年，马丁重返中国，加盟中国足球甲级联赛球队天津松江。